# Lista de clubes de futebol de Fortaleza
Lista de clubes e associações recreativas de Fortaleza.
| Nome                                             | Fundação | Observações                      |
| ------------------------------------------------ | -------- | -------------------------------- |
| AABB de Fortaleza                                | 1941     |                                  |
| América Foot-Ball Club                           | 1920     |                                  |
| Associação de Basquete Cearense                  | 2012     |                                  |
| Associação Esportiva Tiradentes                  | 1961     |                                  |
| BNB clube de Fortaleza                           | 1954     |                                  |
| Calouros do Ar Futebol Clube                     | 1952     |                                  |
| Ceará Country Club                               | 1924     |                                  |
| Ceará Sporting Club                              | 1914     |                                  |
| Círculo Militar de Fortaleza                     | 1948     |                                  |
| Club Cearense                                    | 1867     | extinto em 1901                  |
| Clube de Regatas Barra do Ceará                  |          | extinto                          |
| Clube de Tiro Gun House                          | 1996     |                                  |
| Clube do Vôlei                                   | 1983     |                                  |
| Clube dos Diários de Fortaleza                   | 1913     |                                  |
| Clube Estrela do Mar                             |          |                                  |
| Clube Iracema                                    | 1884     | extinto                          |
| Clube Líbano Brasileiro                          |          | extinto                          |
| Ferroviário Atlético Clube                       | 1933     |                                  |
| Fortaleza Esporte Clube                          | 1918     |                                  |
| Gentilândia Atlético Clube                       | 1934     | extinto                          |
| Iate Clube de Fortaleza                          | 1954     |                                  |
| Ideal Clube                                      | 1931     |                                  |
| Jockey Club Cearense                             | 1947     | Mudou-se para Caucaia em 2008    |
| Marreco Tênis Clube                              | 1979     |                                  |
| Náutico Atlético Cearense                        | 1929     |                                  |
| Orion Futebol Clube                              | 1929     | extinto                          |
| Rotary Club de Fortaleza                         | 1934     | O primeiro clube Rotary do Ceará |
| Skal Clube de Fortaleza                          | 1979     | fundado em 22/09/79              |
| Sociedade Esportiva e Cultural Terra e Mar Clube | 1938     |                                  |
| Sport Club Maguari                               | 1924     | extinto 1976                     |
| Stella Foot-Ball Club                            | 1915     | extinto                          |
| Sumov Atlético Clube                             | 1965     |                                  |
| Tramways Sport Club                              | 1939     | extinto                          |
| Usina Ceará Atlético Clube                       | 1949     | extinto                          |